# Plecoptera violacea
Plecoptera violacea là một loài bướm đêm thuộc họ Erebidae. Nó được tìm thấy ở Sundaland phía đông đến New Guinea, Nouvelle-Calédonie và Fiji.
Ấu trùng ăn Erythrina, Pterocarpus, Senna, Pterocarpus, Randia, Psychotria, Tarenna và Phyllanthus.